# Ommatius bifidus
Ommatius bifidus là một loài ruồi trong họ Asilidae. Ommatius bifidus được Martin miêu tả năm 1964. Loài này phân bố ở vùng nhiệt đới châu Phi.